# Магија Београда
Магија Београда је књига српског писца Момчила Мома Капора у којој на сентименталан начин говори о историји у духу Београда. Књига је изашла 2008. године и била је претпоследња Капорова књига.

## Опис
Београд је за Капора био велика инспирација и као такав је чест мотив у његовим списима. Књига Магија Београда представља својеврсну збирку засебних текстова (прича, анегдота, биографија...) кроз које Капор у првом лицу приповеда о лепотама, историји и духу Београда, као и његовим становницима.
Капор у књизи описује Аду Циганлију, Булевар револуције, Скадарлију, Чубуру, старе београдске кафане (Кафана „?”)... У поглављу "Београд за пола сата", говори о култури верске толеранције у Београду, тако што објашњава да се практично у истој улици (Краља Петра) налазе Патријаршијски двор и Саборна црква, Савез јеврејских општина и Бајракли џамија.
Премда говори углавном уопштено и без стварних ликова, међу реалним личностима које помиње у књизи, налазе се кнегиња Јелисавета Карађорђевић и Зуко Џумхур.